# Гримберген
Гримберген (нидерл. Grimbergen, фр. Grimberghe) — город в бельгийской провинции Фламандский Брабант, на пересечении реки Сенны с каналом, соединяющим близлежащий Брюссель с рекой Шельдой, в 5 км к северо-востоку от Атомиума. Население — 34 тыс. жителей (2006).

## История
Первоначально название поселения звучало как Grentberghis, что на староголландском означает «горы песка». Гримберген впервые приобретает значение в XII веке, когда св. Норберт Ксантенский основал здесь одно из первых аббатств ордена премонстрантов. Монахи издревле славились своим пивоваренным искусством, поэтому в числе городских достопримечательностей числится музей гримбергенского пива. 

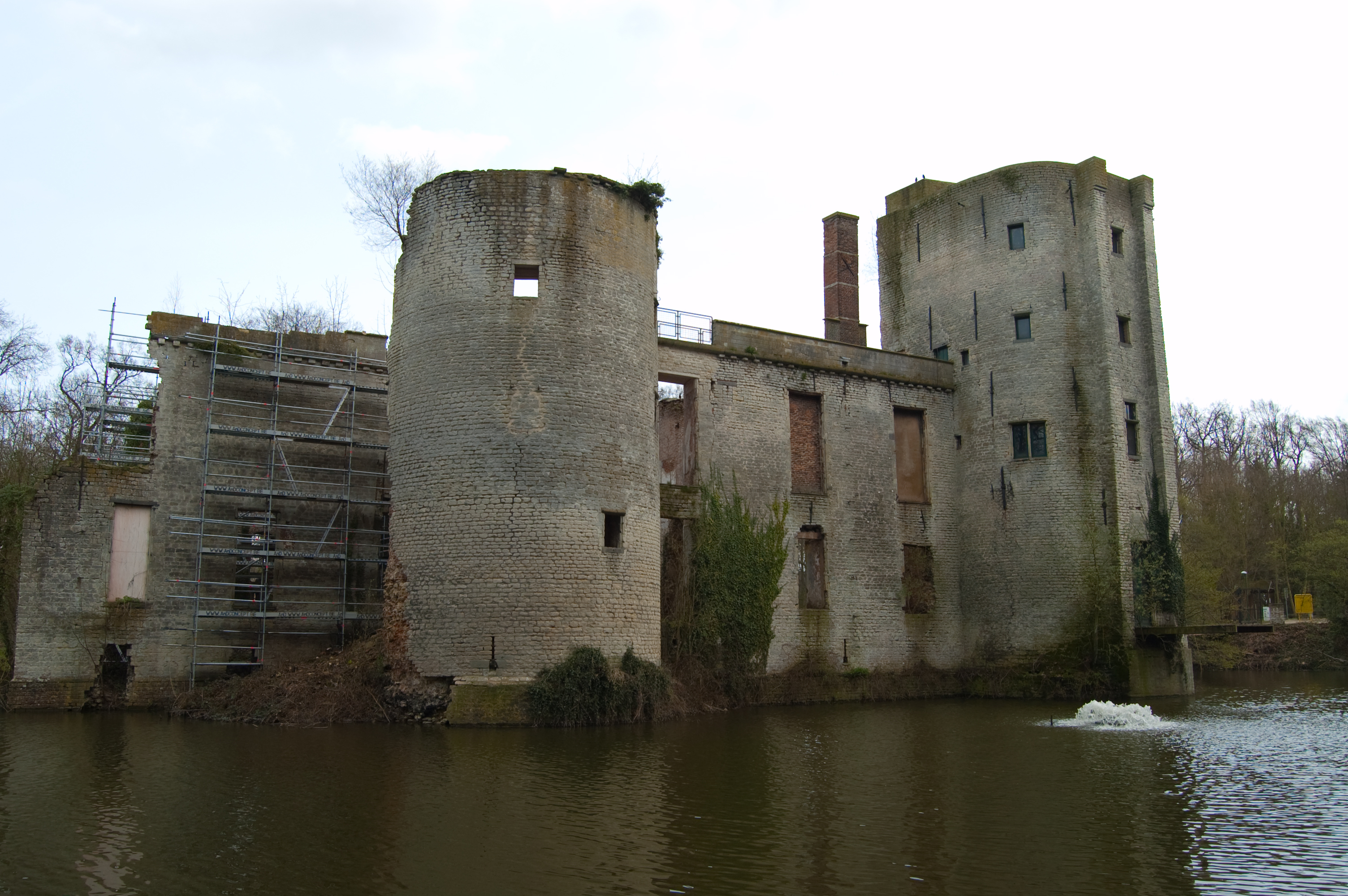
Руины княжеского замка в Гримбергене

Гримбергенскими войнами называют конфликты между местными феодалами и герцогом Готфридом III Лувенским (правил Нижней Лотарингией в 1142—1190). Разрушение Гримбергенского замка силами герцога Брабантского заставило владельцев Гримбергена перенести свою резиденцию в Нинове.
С начала XIV в. Гримберген был разделён на две половины, одной из которых владели принцы Оранские, а другой — принцы Бергские. Последний принц Бергский из древнего Брабантского дома умер в 1724 г., после чего титул перешёл к его зятю, графу Вертингенскому из французского герцогского семейства Альберов — фельдмаршалу на службе у курфюрста Максимилиана.
В 1758 г. обе половины Гримбергена наконец соединились под властью принцессы Бергской. В 1794 г. город заняли войска революционной Франции, изгнав из своих владений последнего феодального владельца этих земель — графа Виллема де Мерода, маркиза Вестерло и принца Рубемпре.